# Lin Yun-ju
Lin Yun-ju (ur. 17 sierpnia 2001 w Yilanie) – chiński (tajwański) tenisista stołowy, brązowy medalista olimpijski z Tokio 2020 i olimpijczyk z Paryża 2024.

## Udział w zawodach międzynarodowych
| Impreza                        | Rok  | Miejsce      | Konkurencja       | Wynik        |
| ------------------------------ | ---- | ------------ | ----------------- | ------------ |
| Igrzyska olimpijskie           | 2020 | Tokio        | singel            | 4. miejsce   |
| Igrzyska olimpijskie           | 2020 | Tokio        | gra mieszana      | brąz         |
| Igrzyska olimpijskie           | 2020 | Tokio        | turniej drużynowy | 1/8 finału   |
| Igrzyska olimpijskie           | 2024 | Paryż        | singel            | 1/8 finału   |
| Igrzyska olimpijskie           | 2024 | Paryż        | gra mieszana      | 1/8 finału   |
| Igrzyska olimpijskie           | 2024 | Paryż        | turniej drużynowy | 1/8 finału   |
| Mistrzostwa świata             | 2016 | Kuala Lumpur | turniej drużynowy | 1/32 finału  |
| Mistrzostwa świata             | 2017 | Duesseldorf  | singel            | 1/128 finału |
| Mistrzostwa świata             | 2017 | Duesseldorf  | gra podwójna      | 1/32 finału  |
| Mistrzostwa świata             | 2018 | Halmstad     | turniej drużynowy | 1/16 finału  |
| Mistrzostwa świata             | 2019 | Budapest     | singel            | 1/64 finału  |
| Mistrzostwa świata             | 2019 | Budapest     | gra podwójna      | 1/16 finału  |
| Mistrzostwa świata             | 2021 | Houston      | singel            | 1/32 finału  |
| Mistrzostwa świata             | 2021 | Houston      | gra mieszana      | brąz         |
| Mistrzostwa świata             | 2023 | Durban       | singel            | 1/16 finału  |
| Mistrzostwa świata             | 2023 | Durban       | gra mieszana      | 1/8 finału   |
| Mistrzostwa świata             | 2024 | Pusan        | turniej drużynowy | brąz         |
| Igrzyska olimpijskie młodzieży | 2018 | Buenos Aires | singel            | 4. miejsce   |
| Igrzyska olimpijskie młodzieży | 2018 | Buenos Aires | turniej drużynowy | brąz         |